# Tillandsia 'Mystic Trumpet Peach'
Tillandsia 'Mystic Trumpet Peach' es un  cultivar híbrido del género Tillandsia perteneciente a la familia  Bromeliaceae.
Es un híbrido creado en el año 1985 con las especies Tillandsia albertiana × Tillandsia xiphioides.